# 전주 최씨 12위 정려
전주 최씨 12위 정려는 대한민국 충청남도 천안시 서북구에 있다. 전국을 통틀어 보아도 열 두 정문이 한마을에 설치된 예는 찾아보기 힘든 일이다. 역대의 정문을 한곳에 모아 건립한 전주최씨의 후손들은 숭조이념이 두터운 가문이다. 1995년 5월 10일 천안시의 향토문화유산 제4호로 지정되었다.

## 개요
조선 제16대 인조때에 참판공 최돈과 그 집안이 이곳 용정리 일대에 거주하며 대대로 효행을 행하여 17대 효종때에 효자로 명정되어 정려를 건립했고, 그후에 후손 평도공 최유경을 위시하여 9명을 봉안하고 후일에 3명을 더하여 총 12명의 효자․효부를 봉안하였다. 그후 1970년대 지금 경부고속도로의 공사 개통으로 인해 용정리 123번지 일대로 이전했으나 많이 훼손되어 1992년 5월16일, 평도공 후손 모임에서 12정려의 중,개수를 발의하여 지금의 자리로 이전해 오늘에 이르고 있다.